# 紐堡鎮區 (阿肯色州伊澤德縣)
紐堡鎮區（英語：Newburg Township）是位於美國阿肯色州伊澤德縣的一個行政鎮區。

## 地方資料
紐堡鎮區的面積為108.89平方千米，當中陸地面積為108.89平方千米，而水域面積為0.00平方千米。根據2010年美國人口普查的數據，當地共有人口712人，而人口密度為每平方千米6.54人。